# Монино (Новосокольницький район)
Монино (рос. Монино) — присілок в Новосокольницькому районі Псковської області Російської Федерації.
Населення становить 90 осіб. Входить до складу муніципального утворення В'язовська волость.

## Історія
Від 2015 року входить до складу муніципального утворення В'язовська волость.

## Населення
| 2001 | 2002 | 2010 |
| ---- | ---- | ---- |
| 140  | ↘122 | ↘90  |